# Alvarado (đô thị)
Alvarado là một đô thị thuộc bang Veracruz, México. Năm 2005, dân số của đô thị này là 48178 người.